# 乾死乃生
乾 死乃生（いぬい しのぶ、1923年（大正12年）11月11日 - 2004年（平成16年）11月19日）は、日本の保健婦。大阪府富田林市伏山出身。大坂の同和地区（被差別部落）の保健対策や難病対策に尽力した人物。名前の「死乃生」は、帝国劇場のファンだった父親が、帝劇女優の1人が私生児に「死生」と名付けたことをヒントとしたものだが、「死」の字が人に与える印象を配慮して平仮名で「しのぶ」と表記することもある。

## 人物歴
戦時中に国に尽くしたいとの思いをきっかけに、看護婦を志した。日本赤十字社和歌山支部看護婦養成所を卒業し、1945年（昭和20年）、石川県の山中海軍病院に従軍看護婦として勤務。終戦後に帰郷し、1946年（昭和21年）に南河内郡狭山村立三都小学校の教員となったが、医療の道を捨てきれず、1948年（昭和23年）に退職。大阪府衛生部医務課を経て、翌1949年（昭和24年）には大阪府厚生病院に勤務、大阪市衛生局厚生女学院非常勤講師も務めた。
1953年（昭和28年）から保健婦として勤務。大阪府布施保健所を始め、数か所の保健所へ転勤を繰り返した。1967年（昭和42年）、大阪の同和地区対策の一環で乾が同和地区の検診を行ない、それまで蔑ろにされてきた住民たちの劣悪な健康状態を発表した。しかし大阪府当局が責任を乾に転嫁したため、乾は多くの批難を浴び、中傷や圧迫にも遭った。これに対して乾を支持する同和地区の住民たちが保健所を糾弾した末、大阪府が同和地区へ謝罪する結果となり、乾と同和地区の絆は強いものとなった。1969年（昭和44年）には大阪府松原保健所管内の同和地区の常駐保健婦となった。乾はこの同和地区の住民たちに愛着を抱き、この地区の市営住宅の一角を自宅とし、彼らとともに保健婦活動を繰り広げた。こうした活動は、後年の大阪府松原市における老人介護の基礎ともなった。
1975年（昭和50年）に同松原保健所の保健婦長となり、1978年（昭和53年）に定年退職。同年に大阪府立羽曳野病院に、特定疾患に関する電話相談を請け負う大阪府保険医協会難病相談室が設置されたことで、その室長に就任。業務時間外も自宅で夜遅くまで電話相談を請け負うなど、難病対策に取り組んだ。1986年（昭和61年）、筋萎縮性側索硬化症患者の支援団体である日本ALS協会の設立後、同会の副会長として会長を補佐した。
1989年（昭和64年）には、父から譲り受けた自宅を、保健相談室や身障者用トイレなどを備えたデイケアサービス・ルームに建て替えて「伏山赤鬼園」として地域に開放し、退職保健婦、後輩の保健婦、理学療法士たちとともにリハビリやデイケアのボランティアを行なった。新しい地域医療のモデルとして注目され、開業を目指す保健婦、看護婦、ほかの自治体の保健所担当者ら、多くの見学者も訪れた。
著書に、看護学者の木下安子との共編による『難病と保健活動』(ISBN 978-4-260-36410-2)がある。

## 人物評
保健婦の仕事の傍らで、学力強化のために夜間大学に通っていた。1954年（昭和29年）に30歳過ぎにして大阪商業大学商経学部経済学科を卒業、1957年（昭和32年）には大阪社会事業短期大学を卒業。さらに後には大阪市立大学家政学部社会福祉学科に籍をおき、日中も病院勤務の傍らで同大学で学んだ。一見すると勤勉で私生活など一切ないようにも見える生涯だが、大学では万葉集研究会に所属し、万葉集に詠まれた各地を訪ね歩いたほか、登山や水泳も楽しみ、多くの愛読書を持つなど、多趣味な人物でもあった。
常に住民と労働者の権利と生活を重要視していたが、それだけに行政側との反発も多く、しばしば圧力をかけられた。また同和地区では住民たちの訪問や検診のために昼夜を問わず働き、公衆浴場で住民たちと入浴しながら語り合うなど、保健婦としては非常に型破りであり、そのために関係者からは嫌味を言われ続けた。自身も「いつでもどこでも問題保健婦といわれ、差別されてきた」と語っているが、それだけに被差別者である同和地区の住民たちに愛着を持ち続けた。
無医地区に保健婦が赴任して医師が不在という現実を行政上の問題と見なしていたため、保健婦の表彰や美化はその隠蔽に繋がると考え、否定的であった（荒木初子#評価の乾の発言も参照）。フローレンス・ナイチンゲール記章の受賞者だが、そうした考えから急病と偽って授賞式を欠席。代理の出席者が記念品を持ち帰ったが、乾はそれを保健所の倉庫に放り込んだ。1977年（昭和52年）には厚生労働大臣賞を受賞したが、その授賞式も欠席。20年勤続表彰の授賞式も欠席した。